# Mangora purulha
Mangora purulha är en spindelart som beskrevs av Levi 2005. Mangora purulha ingår i släktet Mangora, och familjen hjulspindlar.
Arten förekommer i Guatemala. Inga underarter finns listade i Catalogue of Life.